# Ponte Sisto
Ponte Sisto je most v zgodovinskem središču Rima, ki se razteza čez reko Tibero. Povezuje Via dei Pettinari v okrožju (rione) Regola s trgom Trilussa v Trastevereju. Sedanji most je bil zgrajen med letoma 1473 in 1479, naročil ga je papež Sikst IV. (vladal 1471–84), po katerem je dobil ime, pri arhitektu Bacciu Pontelliju, ki je ponovno uporabil temelje prejšnjega rimskega mostu, Pons Aurelius, ki je bil uničen v zgodnjem srednjem veku. Trenutno je promet po mostu omejen na pešce. Dolg je 105 m in širok 20 m. (Po Zgodovini papeštva, Mandella Creightona je bil Ponte Sisto zgrajen iz blokov iz Koloseja. Poleg tega se je Sikst zavedal nesreče, ki se je zgodila v jubileju leta 1450 zaradi gneče na Ponte Sant'Angelo, ki je bil edino razpoložljivo sredstvo za komunikacijo z baziliko sv. Petra.)

## Rimski Pons Aurelius
Predhodni most, Pons Aurelius, so avtorji prvič omenjali v 4. in 5. stoletju, pozneje pa so ga v srednjem veku poznali kot Pons Antoninus, Pons Antonini in Arenula in Pons Ianicularis id est pons ruptus vulgariter nominatus et Tremelus et Antoninus.
Pons Antonin je bil delno uničen leta 772, v času, ko je kralj Deziderij Langobardski prevzel Rim in ga je v sedanji obliki obnovil papež Sikst IV., katerega ime nosi do danes.

## Renesančni Ponte Sisto
Most je arhitekturno značilen zaradi okulusa ali očesa, ki osvetljuje zid njegovega osrednjega spandrela: izdelan je bil, da bi zmanjšal pritisk reke na most v primeru poplave.
Na levi glavi mostu so postavljene kopije dveh marmornih plošč (odstranjenih v 1990-ih po nadaljevanju vandalizma) z elegantnim latinskim napisom, ki ga je sestavil renesančni humanist Bartolomeo Platina v čast Siksta IV. ob gradnji mostu. Piše:
XYSTVS IIII PONT MAX
AD VTILITATEM P RO PEREGRINAEQVE MVLTI
TVDINIS AD JVBILAEVM VENTVRAE PONTEM
HVNC QVEM MERITO RVPTVM VOCABANT A FVN
DAMENTIS MAGNA CVRA ET IMPENSA RESTI
TVIT XYSTVMQVE SVO DE NOMINE APPELLARI VOLVIT
in
MCCCCLXXV
QVI TRANSIS XYST QVARTI BENEFICIO
DEVM ROGA VT PONTEFICEM OPTIMVM MAXI
MVM DIV NOBIS SALVET AC SOSPITET BENE
VALE QVISQVIS ES VBI HAEC PRECATVS
FVERIS
V približnem prevodu:
Sikst IV. Pontifex Maximus
zapustil v korist rimskega ljudstva in romarjev svetega leta
ta most, ki so ga upravičeno imenovali "zlomljen",
skrbno od tal navzgor in ga ponovno zgraditi z velikimi stroški in
želeli bi mu dati svojeo ime
in
1475
Ti, ki si po zaslugi
Siksta IV. prečkal ta most,
prosi Gospoda, da nam bo dolgo ohranil Pontifex Maximusa
in mu stal ob strani.
Zbogom, ko si to odmolil, kdor že si.
Na vogalu via dei Pettinari in via Giulia je nekoč stal vodnjak (Fontanone di Ponte Sisto ali dei Cento Preti), ki je prenašal vodo iz velike fontane, imenovane Acqua Paola, ki je izvirala iz rimskega akvadukta, in jo je papež Pavel V. (vladal 1605–21) vrnil v obratovanje: vodo so prinesli iz jezera Bracciano v Trastevere in od tam čez Ponte Sisto do Campo Marzio. Most še vedno nosi vodo za Acqua Paola čez reko v osmih velikih ceveh.

## Barok in sodobnost
20. avgusta 1662 je prišlo do spora med nekaterimi korziškimi vojaki, ki so nadzorovali most in Francozi, ki so pripadali spremstvu francoskega veleposlanika, ki je sprožila afero Korzikške straže in posledično razpad Korziške garde, enote plačancev, ki so izvirali z otoka, ki so imeli policijske dolžnosti v Rimu.
Po združitvi Italije leta 1870 so bile stavbe, ki obdajajo mostra dell'acqua paola, uničene zaradi izgranje Lungotevere, ulice ob reki, sam vodnjak pa je bil premeščen na Piazza Trilussa na drugi strani mostu, kamor prinaša vode do danes.
Leta 1877 so na straneh mostu dodali dva velika prehoda za pešce iz litega železa, ki počivata na marmornih konzolah. Po znanih sporih je rimski župan Francesco Rutelli leta 2000 dovolil, da ju porušijo in obnovijo neokrnjeno silhueto Ponte Sista, od takrat pa je promet na mostu omejen na pešce.
Ponte Sisto povezuje živahno in priljubljeno območje Campo de' Fiori (doseženo prek via dei Pettinari) in prek Giulije s trgom Pilazza Trilussa v Trastevereju čez reko, kjer se v petek zvečer na aperitivu zberejo številni mladi Rimljani in turisti.